# Les Dernières Vacances (film, 1948)
Pour les articles homonymes, voir Les Dernières Vacances.
Pour plus de détails, voir Fiche technique et Distribution.
Les Dernières Vacances est un film français réalisé par Roger Leenhardt, sorti en 1948.
Les cinéastes de la Nouvelle Vague le considéraient comme « un des rares films de l'après-guerre à échapper au conformisme ambiant ».

## Synopsis
Le jour de la rentrée scolaire, Jacques Simonet un adolescent de 16 ans se souvient des vacances passées avec ses parents, cousins et cousines. 
Cet été-là, toute la famille Lherminier est réunie dans la propriété de Torrigne pour la dernière fois. Ne pouvant plus subvenir aux frais de fonctionnement, le père de famille annonce à ses enfants qu'il a pris la décision de la mettre en vente. 
Un acheteur vient de Paris, mais les enfants se liguent pour éviter cette vente. Pour Jacques, amoureux de sa cousine Juliette Lherminier, l'acquéreur se double d'un dangereux rival.

## Fiche technique
- Titre : Les Dernières Vacances
- Réalisation : Roger Leenhardt
- Assistants-réalisateur : Émile Roussel, Jean Leduc
- Scénario : Roger Leenhardt, Maurice Junod
- Dialogues : Roger Leenhardt, Rogert Breuil
- Décors : Léon Barsacq, assisté de Nicolas Châtel et Robert Clavel
- Ensembliers : Charles Merangel, Georges Kougoucheff
- Costumes : Yvonne Gerber
- Maquillage : Marcel Rey
- Script-girl : Jacqueline Loir
- Photographie : Philippe Agostini
- Opérateurs : Albert Viguier, André Chprenglewsky
- Musique : Guy Bernard ; orchestre dirigé par André Girard
- Montage : Myriam Borsoutsky
- Assistante monteuse : Marguerite de la Mure
- Son : René-Christian Forget
- Assistants son : Guilbot, Akermann
- Lieux de tournage : Extérieurs : Bardelle, Villevieille, Brouzet-les-Quissac (Gard)[2], Intérieurs : Studios Saint-Maurice
- Directeur de production : Robert Prevot
- Régisseurs : Jean Desmouceaux, Lucien Denis
- Photographe de plateau : Gaston Karquel
- Producteur : Les Productions Cinématographiques Pierre Gérin
- Producteur 2017 : Les Films Roger Leenhardt
- Genre : Film dramatique Film romantique
- Durée : 95 minutes
- Date de sortie : 
  - France - 24 mars 1948

## Distribution
- Jean d'Yd : Walter Lherminier
- Odile Versois : Juliette Lherminier, la fille de Walter
- Michel François : Jacques Simonet, le cousin de Juliette
- Jean Lara (Jean Varas) : Pierre Gabard, l'agent immobilier
- Renée Devillers : Cécile Simonet
- Pierre Dux : Valentin Simonet
- Frédéric Munié : Édouard
- Raymond Farge : Augustin
- Marcelle Monthil : Amélie, la mère d'Augustin
- Christiane Barry : Tante Odette
- Berthe Bovy : Tante Délie
- Didier d'Yd : François
- Gérard Gervais : Gérald
- Arlette Wherly : Gladys
- Suzanne Demars : Emma, la bonne
- Liliane Maguy : Solange
- Jack Sergy : Philippe
- Lucy Valnor : Jeanne
- Paul Faivre : M. Bonnal, le jardinier
- Henri Bossuet : André
- Lucie Valnor : Jeanne Lherminier
- Roger Leenhardt : le professeur de rhétorique (non crédité)